# ميخائيل أوستروغرادسكي
ميخائيل فاسيليفتش إستردرادسكي (الروسية: Михаи́л Васи́льевич Острогра́дский) (رومنة: Mikhail Vasilyevich Ostrogradsky) (1801 - 1862) هو أحد علماء الرياضيات البارزين في روسيا الإمبراطورية.

## حياته
ولد ميخائيل إستردرادسكي في 24 سبتمبر 1801 في قرية Pashenivka (في ذلك الوقت في محافظة Poltava، الإمبراطورية الروسية، اليوم في Poltava Oblast، أوكرانيا).
من 1816 إلى 1820، درس تحت تيموفي أوسيبوفسكي (1765-1832) وتخرج من جامعة خاركيف. عندما تم تعليق إستردرادسكي لأسباب دينية في عام 1820، رفض إستردرادسكي لفحصها وانه لم يحصل على درجة الدكتوراه. الدرجة العلمية. من 1822 إلى 1826، درس في جامعة السوربون وفي كوليج دو فرانس في باريس، فرنسا.
في عام 1828، عاد إلى الإمبراطورية الروسية واستقر في سانت بطرسبرغ، حيث انتخب عضوا في أكاديمية العلوم. كما أصبح أستاذا في مدرسة الهندسة العسكرية الرئيسية في الإمبراطورية الروسية.
توفي ميخائيل إستردرادسكي في بولتافا في عام 1862، البالغ من العمر 60 عاما. سميت جامعة Kremenchuk Mykhailo Ostrohradskyi الوطنية في Kremenchuk ،بولتافا أوبلاست ، فضلا عن شارع إستردرادسكي في بولتافا، من بعده.

## أثار
عمل بشكل رئيسي في المجالات الرياضية لحساب التباينات، ودمج الوظائف الجبرية ونظرية الأعداد والجبر والهندسة ونظرية الاحتمالات وفي مجالات الرياضيات التطبيقية والفيزياء الرياضية والميكانيكا الكلاسيكية.
في هذه الأخيرة، تكون مساهماته الرئيسية في حركة جسم مرن وتطوير طرق لدمج معادلات الديناميكية وقوة السوائل ، ومتابعة أعمال أويلر، وجوزيف لويس لاغرانج وسيمون دينيس بواسون وأوغستين لويس كوشي.
في روسيا، استمر عمله في هذه المجالات نيكولاي ديميتريفيتش براشمان (1796-1866)، وأغسطس يولفيتش دافيدوف (1823-1885) وخاصة نيكولاي إيغوروفيتش جوكوفسكي (1847–1921).
قبر إستردرادسكي في قرية Pashenivka، حيث ولد.
لم يُقدِّم أستروغرادسكي العمل على الهندسة اللا إقليدية لنيكولاي لوباتشسكي من عام 1823 ورفضها، عندما طُرح للنشر في أكاديمية سانت بطرسبرغ للعلوم.

## وصلات خارجية
- https://arxiv.org/abs/1506.02210
- Woodard, R.P. (9 Aug 2015). "The Theorem of Ostrogradsky". arXiv:1506.02210